# Венесуэльское вторжение в Колумбию (1901)
Венесуэльское вторжение в Колумбию (исп. Invasión venezolana de Colombia) — военно-политический конфликт между либеральным правительством Венесуэлы и консервативным правительством Колумбии во время Тысячедневной войны.
31 июля 1900 года лидер консерваторов Хосе Мануэль Маррокин стал президентом Колумбии; Маррокин был полон решимости положить конец либеральным повстанцам и поддержке, которую они получили от правительств некоторых соседних стран. В рамках жесткой политики правительство Маррокина поддерживало находившегося в изгнании венесуэльского каудильо Карлоса Ранхеля Гарбираса, консервативного политика, выступавшего против либерального режима Кастро.
28 июля 1901 года Ранхель Гарбирас начал вооруженное вторжение в Венесуэлу из Кукуты, чтобы свергнуть Кастро. Хотя официально это было объявлено вторжением венесуэльских повстанцев в изгнании, правда состояла в том, что Ранхель Гарбирас возглавлял армию из 5000 солдат (по некоторым данным, 4000, по другим — 6000), из которых не более 1000 были венесуэльскими изгнанниками, а остальные были регулярные колумбийские солдаты, предоставленные колумбийским правительством.
Первой целью Ранхеля Гарбираса было захватить город Сан-Кристобаль и тем самым обеспечить контроль над регионом Тачира. Чтобы противостоять колумбийскому вторжению, Сиприано Кастро направил силы под командованием колумбийского генерала и либерального политика Рафаэля Урибе Урибе, который вместе со своими людьми укрывался на территории Венесуэлы после поражений в борьбе с консервативным правительством.
Ранхель Гарбирас силами пяти колонн начал штурм столицы Тачиры, но 29 июля войска Кастро и колумбийские либералы Урибе отразили вторжение. Ранхелю Гарбирасу пришлось вернуться в Колумбию побежденным, потеряв 750 человек убитыми и 250 ранеными, в то время как обороняющиеся силы, верные Кастро, потеряли 250 человек убитыми.
Вторжение пробудило в Сиприано Кастро желание мести, и для этого он начал планировать вторжение в Колумбию. План Кастро был скоординированным манёвром венесуэльских сил и колумбийских либералов. Две колонны должны были войти в Колумбию, чтобы помочь Урибе Урибе: генерал Андрес Маркес — через Арауку, ещё одна колонна — через Гуахиру.
Кастро разработал план вторжения венесуэльских вооруженных сил в колумбийскую Гуахиру с моря, где они должны были присоединиться к колумбийским либеральным партизанским силам, чтобы начать военную кампанию, которая должна была попытаться переломить ход гражданской войны в соседней стране и дать им шанс победить.
Он назначил генерала Хосе Антонио Давилу, одного из своих самых преданных людей, но считавшегося некомпетентным в военном отношении, командующим экспедиционным корпусом вторжения. Венесуэльские силы, которые должны были вторгнуться в Колумбию, состояли из четырёх батальонов, вооруженных магазинными винтовками «Маузер», четырьмя горными пушками и пулеметом.
28 августа 1901 года венесуэльские силы высадились в Маракайбо на трех военных кораблях ВМС Венесуэлы, канонерских лодках «Миранда», «Генерал Креспо» и «Эль-Зумбадор». Операция должна была быть секретной, но через несколько дней, 3 сентября 1901 года, газета «Нью-Йорк Геральд» опубликовала новость на своей первой полосе с фотографией всего состава венесуэльской экспедиции. Теперь все международное сообщество знало, что Венесуэла вторгнется в Колумбию.
Президент Колумбии Маррокин стал принимать меры и приказал генералу Карлосу Альбану укрепить город Риоача, высадив туда свежие и хорошо вооруженные войска под командованием генерала Рамона Амайи, приказ, который был полностью выполнен, когда на торговом судне высадился один батальон для поддержки населения Риоачи и размещенного там колумбийского гарнизона.
Тем временем венесуэльский флот прибыл к прибрежному городу Риоача и несколько часов обстреливал город, после чего высадились войска — всего 3000 человек. Вместо тысячи или, по крайней мере, сотни колумбийских либеральных партизан, готовых поддержать их, они едва нашли несколько десятков. Кроме того, венесуэльцы не учли ни условия пустыни на полуострове Гуахира, ни нехватку воды, вынуждавшую войска брать её прямо из подземных колодцев, что вызвало вспышку дизентерии, уничтожавшую венесуэльских комбатантов.
13 сентября 1901 года в маленьком городке Карасуа, недалеко от Риоачи, произошёл бой, в котором отряд из 1500 колумбийских солдат под командованием генерала Карлоса Альбана разгромил венесуэльских захватчиков. В бою колумбийцы потеряли 400 человек, а венесуэльцы — около 500 человек убитыми и 500 пленными.
Оставшимся в живых участникам венесуэльской экспедиции пришлось отступить, но при отходе через колумбийскую Гуахиру пришлось выдержать бои с колумбийскими войсками, последним из которых стал бой при Гарапасере 22 сентября.
В то время как венесуэльцы отчаянно стремились достичь венесуэльской Гуахиры, их преследовали всадники из племени вайуу под командованием вождя Хосе Долорес Арпушана, которые при отступлении уничтожили много захватчиков. Кроме того, дизентерия из-за нездоровой воды, также продолжала приводить к гибели захватчиков. Только небольшому количеству венесуэльцев удалось пересечь границу и вернуться в страну через Парагвайпоа и Синамайку.